# Burning Sands
Pour le film de George Melford sorti en 1922, voir Sur les sables brûlants.
Pour plus de détails, voir Fiche technique et Distribution.
Burning Sands ou Sables brûlants (au Québec) est un film dramatique américain écrit et réalisé par Gerard McMurray et sorti en 2017 au festival du film de Sundance. Le film est sorti dans tous les pays francophones le 10 mars 2017 sur Netflix.

## Synopsis
Bien qu’il ait accepté le code d’honneur de la fraternité étudiante à laquelle il voulait adhérer, un étudiant (Condoll) est confronté à une réalité de violence et de barbarie des bizutages…

## Fiche technique
- Titre international : Burning Sands
- Titre québécois : Sables brûlants
- Réalisation : Gerard McMurray
- Scénario : Gerard McMurray, Christine Berg
- Photographie : Isiah Donté Lee
- Montage : Evan Schrodek
- Musique : Kevin Lax
- Pays d'origine : États-Unis
- Langue originale : anglais
- Format : couleur
- Genre : dramatique
- Durée : 96 minutes
- Dates de sortie : 
  -  États-Unis : 24 janvier 2017 (festival du film de Sundance)
  -  Mondial : 10 mars 2017 sur Netflix

## Distribution
- Alfre Woodard (VFB : Nathalie Hons) : le professeur Hughes
- Trevante Rhodes (VFB : Erwin Grünspan) : Fernander
- Serayah (VFB : Marielle Ostrowski) : Angel
- Imani Hakim <(VFB : Mélanie Dermont) : Rochon
- Trevor Jackson (VFB : Maxime Donnay) : Zurich
- Rotimi (VFB : Antoni Lo Presti) : Edwin
- Nafessa Williams (VFB : Alicia Frochisse) : Toya
- Octavius J. Johnson (VFB : Cédric Cerbara) : Ron
- Malik Bazille (VFB : Sébastien Hébrant) : Dwight
- DeRon Horton (VFB : Sylvain Pottiez) : Square
- Christian Robinson (VFB : Stany Mannaert) : Big Country

Version française
- Studio de doublage : Cinephase
- Direction artistique : David Macaluso
- Adaptation : Sandra Devonssay-Leroux